# Jogos Paralímpicos de Verão de 2024
Os XVII Jogos Paralímpicos de Verão, também chamados Jogos Paralímpicos de Paris 2024 ou mais comumente Paris 2024 (em francês: Jeux paralympiques d'été de 2024), foi um evento multiesportivo dirigido a atletas com deficiência, organizado pelo Comitê Paralímpico Internacional (CPI) e com sede em Paris, na França. As eleições para as sedes dos Jogos Paralímpicos de 2024 e 2028 ocorreram em 2017, em Lima, capital do Peru, América do Sul. A competição aconteceu entre os dias 28 de agosto e 8 de setembro de 2024 e pela primeira vez na história do torneio, há a igualdade entre homens e mulheres em todos os esportes (exceto o Futebol de 5 que segue sendo exclusivamente masculino e o Rugby em Cadeira de Rodas que ainda é misto).
É a primeira vez em que Paris sedia os Jogos Paralímpicos, que agora contou com 22 desportos. A edição também ficou marcada por ter tido a maior média de público, batendo os jogos de Londres 2012, chegando a 12,1 milhões de tickets vendidos durante todo o evento, resultando em arenas e ginásios lotados, sendo apelidada de Revolução Paralímpica.

## Processo de seleção
Inicialmente visando a edição de 2024, a candidatura começou com cinco propostas para cidade-sede: Budapeste, Hamburgo, Los Angeles, Paris e Roma. Mas candidaturas foram sendo retiradas ao longo do tempo, por problemas financeiros, como é o caso de Roma, ou por plebiscitos ou abaixo-assinados, como foi em Hamburgo e Budapeste, respectivamente. Após uma análise do Comitê Olímpico Internacional (COI) em Copenhague, Dinamarca, decidiu-se que, por conta do baixo número de países interessados, as sedes de 2024 e 2028 seriam escolhidas na mesma sessão.
Em 31 de julho de 2017, Los Angeles anunciou publicamente que sediará os Jogos Olímpicos de Verão de 2028, logo Paris será a sede de 2024.

## Preparação

### Medalhas
Em 8 de fevereiro de 2024, o Comitê Olímpico Internacional (COI) apresentou ao mundo o design das medalhas olímpicas e paralímpicas. Cada uma das 5.084 peças apresentam uma peça central de ferro com 18 gramas, retirada de fragmentos da Torre Eiffel, que permanecem conservados após a remoção nas reformas do século XX. Dentro do hexágono feito com o tal material, há o logotipo dos Jogos Paralímpicos, . O reverso das medalhas Paralímpicas é um puro reflexo de Paris 2024. Uma representação gráfica da Torre Eiffel de uma perspectiva ascendente dará aos medalhistas a oportunidade de descobrir a Torre Eiffel de um ângulo raramente visto. As palavras “Paris” e “2024", escritas em Braille, circundam os pés da torre. Para que os atletas com deficiência visual sintam a diferença entre as medalhas, estão gravados na borda: I para ouro, II para prata e III para bronze. As fitas das medalhas Paralímpicas são de cor vermelha, as das Olímpicas de cor Azul.

### Locais de competição
Os Jogos Paralímpicos de Paris acontecem nas regiões próxima à Paris (Zona da Grande Paris), na própria Paris (Zona Central de Paris), em Versalhes (Zona do Palácio de Versalhes) e, em algumas vezes, em locais mais afastados da capital (Locais remotos).

## Os Jogos

### Cerimônia de abertura

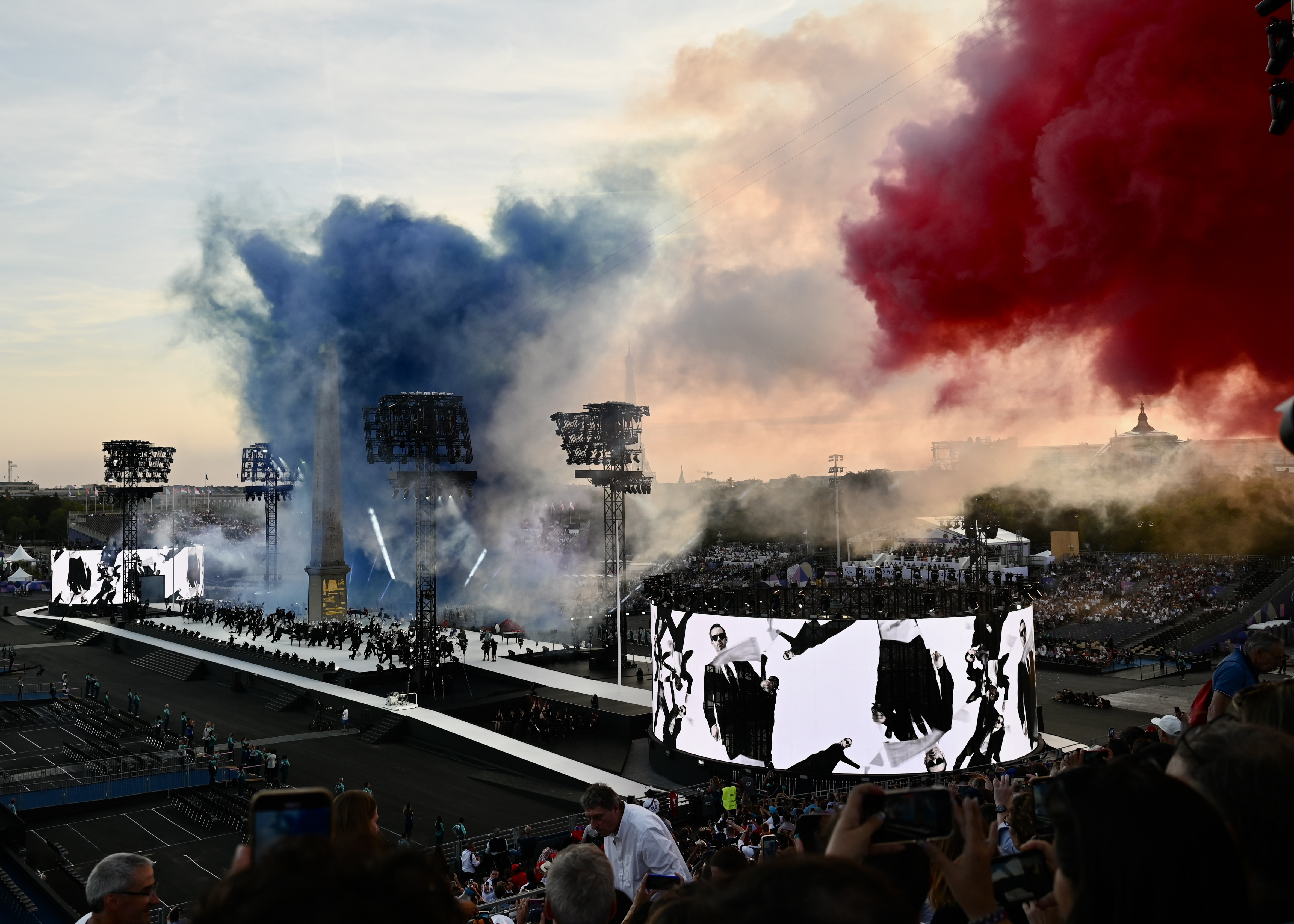
Fumaças coloridas formando a bandeira da França durante um dos segmentos da cerimônia de abertura

Aconteceu no dia 28 de agosto de 2024 na Praça da Concórdia, sendo a segunda vez desde os Jogos Paralímpicos de Verão de 1972 que a cerimônia inaugural acontece em praça pública. Momentos protocolares como apresentações culturais, o desfile dos atletas na Champs-Élysées, discursos de boas vindas e o acendimento da tocha paralímpica foram cumpridos.

### Cerimônia de encerramento

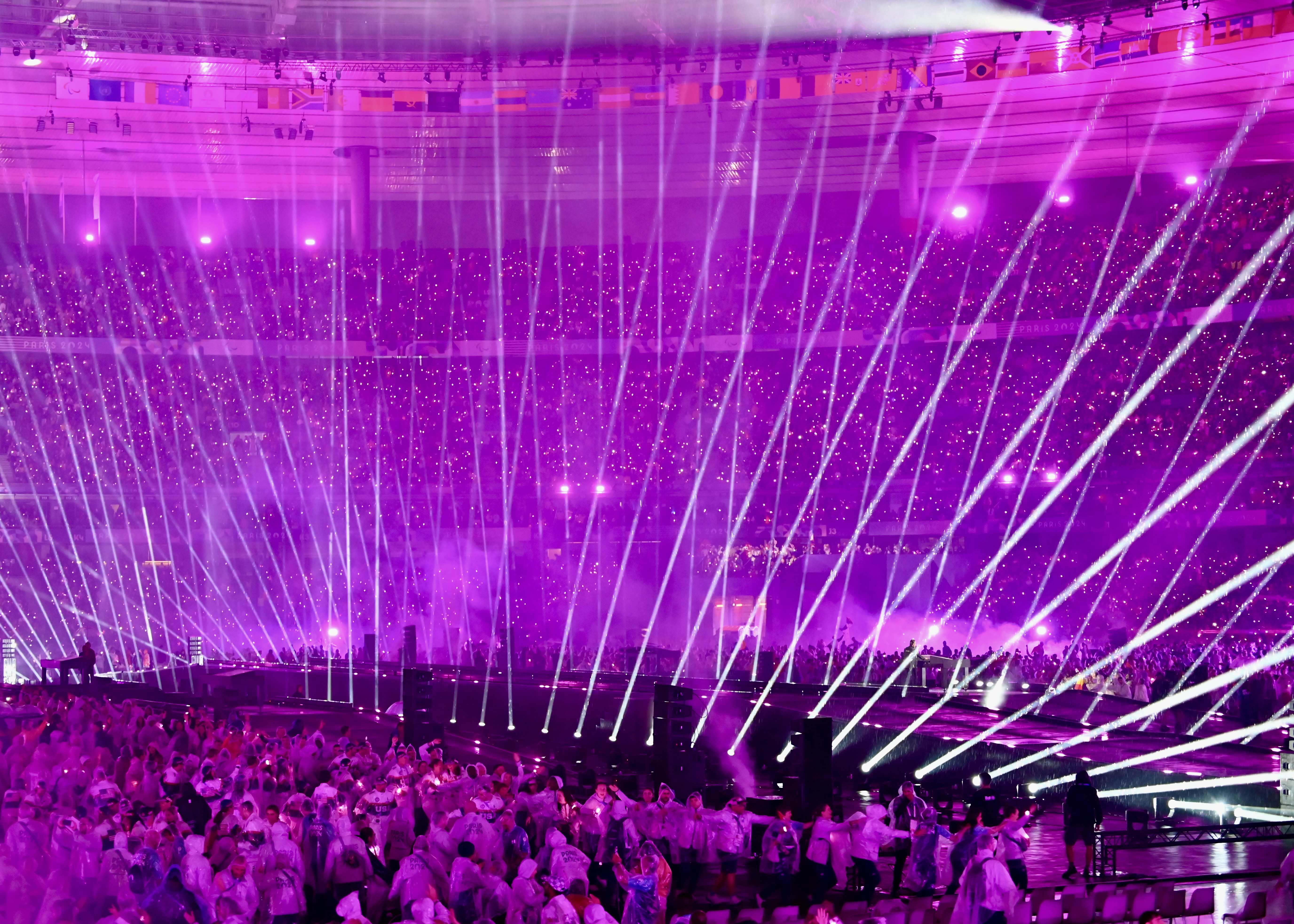
Festival de luzes ao redor do Stade de France durante a cerimônia de encerramento

Aconteceu no dia 8 de setembro de 2024 no Stade de France. Momentos protocolares foram cumpridos como as apresentações culturais, desfile das delegações, premiações de voluntários, a divulgação dos novos membros da comissão paralímpica 2024-2028, passagem da bandeira paralímpica para a prefeita da próxima cidade-sede, no caso, Los Angeles, com a apresentação de elementos da cultura estadunidense e a extinção da tocha paralímpica.

### Esportes
O Programa Esportivo para as Paralímpiadas de Verão de 2024 foram anunciados em janeiro de 2019, e não possuem alterações em relação a Tóquio 2020.
O futebol de 7 foi um dos esportes que chegou a ser proposto para integrar o quadro olímpico, mas foi rejeitado por conta da falta de alcance para mulheres o que causaria desequilíbrio de gênero e, pela primeira vez, os Jogos alcançaram igualdade de gênero.
- Atletismo
- Badminton
- Basquetebol em cadeira de rodas
- Bocha
- Canoagem
- Ciclismo  (estrada e pista)
- Esgrima em cadeira de rodas
- Futebol de 5
- Goalball
- Hipismo
- Judô
- Levantamento de peso
- Natação
- Remo
- Rugby em cadeira de rodas
- Taekwondo
- Tênis de mesa
- Tênis em cadeira de rodas
- Tiro
- Tiro com arco
- Triatlo
- Voleibol sentado

### Calendário
| CA | Cerimónia de abertura | ● | Competições desportivas | 1 | Medalhas de ouro | EG | Exibição de gala | CE | Cerimónia de encerramento |

| Agosto/Setembro 2024            | Agosto/Setembro 2024            | 28 Qua | 29 Qui | 30 Sex | 31 Sáb | 1 Dom | 2 Seg | 3 Ter | 4 Qua | 5 Qui | 6 Sex | 7 Sáb | 8 Dom | Eventos |
| ------------------------------- | ------------------------------- | ------ | ------ | ------ | ------ | ----- | ----- | ----- | ----- | ----- | ----- | ----- | ----- | ------- |
| Cerimônias                      | Cerimônias                      | CA     |        |        |        |       |       |       |       |       |       |       | CE    | —       |
| Atletismo                       | Atletismo                       |        |        | 14     | 18     | 19    | 13    | 24    | 15    | 19    | 16    | 22    | 4     | 164     |
| Badminton                       | Badminton                       |        | ●      | ●      | ●      | 2     | 14    |       |       |       |       |       |       | 16      |
| Basquetebol em cadeira de rodas | Basquetebol em cadeira de rodas |        | ●      | ●      | ●      | ●     | ●     | ●     | ●     | ●     | ●     | 1     | 1     | 2       |
| Bocha                           | Bocha                           |        | ●      | ●      | ●      | 2     | 6     | ●     | ●     | 3     |       |       |       | 11      |
| Canoagem                        | Canoagem                        |        |        |        |        |       |       |       |       |       | ●     | 5     | 5     | 10      |
| Ciclismo                        | Estrada                         |        |        |        |        |       |       |       | 19    | 6     | 4     | 5     |       | 51      |
| Ciclismo                        | Pista                           |        | 4      | 5      | 4      | 4     |       |       |       |       |       |       |       | 51      |
| Esgrima em cadeira de rodas     | Esgrima em cadeira de rodas     |        |        |        |        |       |       | 4     | 4     | 2     | 4     | 2     |       | 16      |
| Futebol de 5                    | Futebol de 5                    |        |        |        |        | ●     | ●     | ●     |       | ●     |       | 1     |       | 1       |
| Goalball                        | Goalball                        |        | ●      | ●      | ●      | ●     | ●     | ●     | ●     | 2     |       |       |       | 2       |
| Hipismo                         | Hipismo                         |        |        |        |        |       |       | 3     | 2     |       | 1     | 5     |       | 11      |
| Judô                            | Judô                            |        |        |        |        |       |       |       |       | 5     | 5     | 6     |       | 16      |
| Levantamento de peso            | Levantamento de peso            |        |        |        |        |       |       |       | 4     | 4     | 4     | 4     | 4     | 20      |
| Natação                         | Natação                         |        | 15     | 14     | 15     | 14    | 13    | 15    | 12    | 13    | 15    | 15    |       | 141     |
| Remo                            | Remo                            |        |        | ●      | ●      | 5     |       |       |       |       |       |       |       | 5       |
| Rugby em cadeira de rodas       | Rugby em cadeira de rodas       |        | ●      | ●      | ●      | ●     | 1     |       |       |       |       |       |       | 1       |
| Taekwondo                       | Taekwondo                       |        | 3      | 4      | 3      |       |       |       |       |       |       |       |       | 10      |
| Tênis de mesa                   | Tênis de mesa                   |        | ●      | 2      | 5      | 3     | ●     | 1     | 3     | 5     | 5     | 7     |       | 31      |
| Tênis em cadeira de rodas       | Tênis em cadeira de rodas       |        |        | ●      | ●      | ●     | ●     | ●     | 1     | 2     | 2     | 1     |       | 6       |
| Tiro                            | Tiro                            |        |        | 3      | 2      | 2     | 1     | 2     | 2     | 1     |       |       |       | 13      |
| Tiro com arco                   | Tiro com arco                   |        | ●      | ●      | 2      | 2     | 2     | 1     | 1     | 1     |       |       |       | 9       |
| Triatlo                         | Triatlo                         |        |        |        |        | 7     | 4     |       |       |       |       |       |       | 11      |
| Voleibol sentado                | Voleibol sentado                |        | ●      | ●      | ●      | ●     | ●     | ●     | ●     | ●     | 1     | 1     |       | 2       |
| Eventos                         | Eventos                         |        | 22     | 42     | 49     | 60    | 53    | 51    | 63    | 63    | 57    | 75    | 14    | 549     |
| Cumulativo                      | Cumulativo                      |        | 22     | 64     | 113    | 173   | 226   | 277   | 340   | 403   | 460   | 535   | 549   | 549     |
| Agosto/Setembro 2024            | Agosto/Setembro 2024            | 28 Qua | 29 Qui | 30 Sex | 31 Sáb | 1 Dom | 2 Seg | 3 Ter | 4 Qua | 5 Qui | 6 Sex | 7 Sáb | 8 Dom | Eventos |

### Participantes
- Em ocasião da Invasão da Ucrânia pela Rússia, atendendo também uma suspensão parcial de dois anos, e seguindo as diretrizes do Comitê Paralímpico Internacional (IPC) de setembro de 2023, os atletas da Rússia e da Bielorrússia estão autorizados a participar dos Jogos Paralímpicos de Verão de 2024, mas apenas em esportes individuais, sendo vetada qualquer participação em eventos coletivos. Os atletas também estão proibidos de utilizar a bandeira do país, sendo tratados como Atletas Paralímpicos Neutros, bem como o hino nacional e fazer qualquer menção favorável à guerra.[14][15]
- Essa edição marca os retornos de Bangladesh (ausente desde Pequim 2008), Ilhas Salomão e Vanuatu (ausentes desde Londres 2012), Timor-Leste, Macau, Myanmar, Tonga, Trindade e Tobago e Turquemenistão (ausentes desde Rio 2016). Eritreia, Kiribati e Kosovo fazem a sua estreia nos Jogos Paralímpicos.[16]

| África | América | Ásia | Europa | Oceania |
| --- | --- | --- | --- | --- |
| RSA África do Sul (20) ANG Angola (2) ALG Argélia (26) BEN Benim (2) BOT Botsuana (2) BUR Burquina Fasso (1) BDI Burundi (2) CPV Cabo Verde (3) CMR Camarões (5) CHA Chade (1) CGO Congo (2) EGY Egito (54) ERI Eritreia (1) ETH Etiópia (4) GAB Gabão (2) GAM Gâmbia (2) GHA Gana (4) GUI Guiné (2) GBS Guiné-Bissau (2) LES Lesoto (2) LIB Líbano (1) LBA Líbia (3) LBR Libéria (2) MLI Mali (2) MAW Malawi (2) MAS Malásia (28) MAR Marrocos (38) MRI Maurício (6) MOZ Moçambique (1) NAM Namíbia (5) NIG Níger (1) NGR Nigéria (23) KEN Quênia (13) CAF República Centro-Africana (2) COD República Democrática do Congo (2) RWA Ruanda (13) STP São Tomé e Príncipe (1) SLE Serra Leoa (1) SEN Senegal (4) SOM Somália (1) TAN Tanzânia (1) TOG Togo (1) TUN Tunísia (30) UGA Uganda (4) ZAM Zâmbia (2) ZIM Zimbabwe (1) | ARG Argentina (68) ARU Aruba (1) BAR Barbados (1) BER Bermudas (2) BOL Bolívia (1) BRA Brasil (280) CAN Canadá (125) CHI Chile (28) COL Colômbia (74) CRC Costa Rica (8) CUB Cuba (21) DMA Dominica (1) ESA El Salvador (3) ECU Equador (14) USA Estados Unidos (220) GRN Granada (2) GUA Guatemala (2) HAI Haiti (1) HON Honduras (1) ISV Ilhas Virgens Americanas (1) JAM Jamaica (1) MEX México (67) NIC Nicarágua (1) PAN Panamá (3) PAR Paraguai (1) PER Peru (13) PUR Porto Rico (2) DOM República Dominicana (11) VIN São Vicente e Granadinas (1) TTO Trinidad e Tobago (1) URU Uruguai (2) VEN Venezuela (8) | AFG Afeganistão (1) KSA Arábia Saudita (3) BRN Bahrein (2) BAN Bangladesh (2) BHU Butão (1) CAM Camboja (1) KAZ Cazaquistão (44) CHN China (284) KOR Coreia do Sul (83) UAE Emirados Árabes Unidos (13) PHI Filipinas (6) GUM Guam (1) HKG Hong Kong (23) YEM Iêmen (1) IND Índia (84) INA Indonésia (35) IRI Irã (65) IRQ Iraque (20) JPN Japão (177) JOR Jordânia (8) KUW Kuwait (3) LAO Laos (1) MAC Macau (1) MYA Mianmar (1) MGL Mongólia (12) NPL Nepal (3) OMA Omã (2) PLE Palestina (1) PAK Paquistão (1) KGZ Quirguistão (4) SGP Singapura (10) SYR Síria (1) SRI Sri Lanka (8) THA Tailândia (78) TPE Taipé Chinês (13) TLS Timor-Leste (1) TKM Turcomenistão (1) UZB Uzbequistão (65) VIE Vietnã (4) | GER Alemanha (143) ARM Armênia (3) AUT Áustria (24) AZE Azerbaijão (9) BEL Bélgica (29) BIH Bósnia e Herzegovina (14) BUL Bulgária (3) CZE Chéquia (32) CYP Chipre (3) CRO Croácia (22) DEN Dinamarca (32) SVK Eslováquia (26) SLO Eslovênia (14) ESP Espanha (139) EST Estônia (5) FIN Finlândia (16) FRA França (239) (sede) GEO Geórgia (14) GBR Grã-Bretanha (201) GRE Grécia (37) HUN Hungria (39) IRL Irlanda (29) ISR Israel (28) ISL Islândia (5) ITA Itália (135) KOS Kosovo (1) LAT Letônia (8) LTU Lituânia (9) LUX Luxemburgo (2) MKD Macedônia do Norte (1) MLT Malta (2) MDA Moldávia (5) MNE Montenegro (4) NOR Noruega (18) NED Países Baixos (84) POL Polônia (84) POR Portugal (27) ROU Romênia (6) SRB Sérvia (23) SWE Suécia (20) SUI Suíça (27) TUR Turquia (93) UKR Ucrânia (140) | AUS Austrália (152) FIJ Fiji (3) SOL Ilhas Salomão (4) KIR Kiribati (1) NZL Nova Zelândia (25) PNG Papua-Nova Guiné (2) TON Tonga (1) VAN Vanuatu (2) |
| NPA Atletas Paralímpicos Neutros (98) RPT Time Paralímpico de Refugiados (8) | | | | |

## Quadro de Medalhas
País sede destacado
| Ordem | País                             | Medalha de ouro | Medalha de prata | Medalha de bronze |       | Ordem por total |
| ----- | -------------------------------- | --------------- | ---------------- | ----------------- | ----- | --------------- |
| 1     | CHN China                        | 94              | 76               | 50                | 220   | 1               |
| 2     | GBR Grã-Bretanha                 | 40              | 44               | 31                | 124   | 2               |
| 3     | USA Estados Unidos               | 36              | 42               | 27                | 105   | 3               |
| 4     | NED Países Baixos                | 27              | 17               | 12                | 56    | 9               |
| –     | NPA Atletas Paralímpicos Neutros | 26              | 22               | 23                | 71    | –               |
| 5     | BRA Brasil                       | 25              | 26               | 38                | 89    | 4               |
| 6     | ITA Itália                       | 24              | 15               | 32                | 71    | 7               |
| 7     | UKR Ucrânia                      | 20              | 28               | 32                | 82    | 5               |
| 8     | FRA França                       | 19              | 28               | 28                | 75    | 6               |
| 9     | AUS Austrália                    | 18              | 17               | 28                | 63    | 8               |
| 10    | JPN Japão                        | 14              | 10               | 17                | 41    | 11              |
|       |                                  |                 |                  |                   |       |                 |
| 43    | POR Portugal                     | 2               | 1                | 4                 | 7     | 41              |
|       |                                  |                 |                  |                   |       |                 |
| –     | Outros países                    | 193             | 225              | 285               | 683   | –               |
| TOTAL | TOTAL                            | 549             | 551              | 607               | 1 707 | —               |

## Publicidade

### Identidade Visual
O emblema dos Jogos Olímpicos e Paralímpicos de Verão de 2024 foi revelado em 21 de outubro de 2019 no Grand Rex. É uma representação de Marianne, a personificação nacional da França, com uma chama formada no espaço negativo por seus cabelos. O emblema também se assemelha a uma medalha de ouro, o mapa da cidade e os locais de competição,também lembra que a cidade foi a primeira na história em que mulheres puderam competir nos Jogos em 1900 .O presidente do PAOCOG, Tony Estanguet explicou que o simbolismo do emblema era para refletir os conceitos principais de "o poder e a magia dos Jogos",o esporte e ser "para as pessoas". Pela primeira vez, os Jogos Paralímpicos compartilharão o mesmo logotipo das Olimpíadas correspondentes sem diferença nas cores e no design. Esta decisão foi tomada para lembrar os três conceitos da Revolução Francesa (igualdade, liberdade e fraternidade), refletindo uma "ambição" compartilhada entre os dois eventos. Estanguet, também considerou que esta decisão foi tomada para que os dois eventos tenham um logotipo e aparência unificados, esta sob o embasamento de que "em termos de legado, acreditamos que neste país precisamos fortalecer o lugar do esporte na vida cotidiana das pessoas, e seja qual for a idade, independentemente da deficiência ou não, você tem um lugar e um papel a desempenhar no sucesso de Paris 2024 ".

### Mascote
Foi revelado em 14 de novembro de 2022, ás 11h30min do horário de Paris. As Phryges (pronuncia-se fri-jehs) são pequenos barretes (gorros) frígios, que representam um forte símbolo de liberdade, inclusão e a habilidade das pessoas de apoiarem causas grandes e significativas. Elas são bordadas nas cores vermelha, branca e azul, com o logo de Paris 2024 estampado na frente.

### Direitos de transmissão
Pela primeira vez na história do torneio, o Serviço Olímpico de Transmissão (OBS) forneceu 22 sinais gratuitos de transmissão ao vivo de todas as competições. Um aumento comparado à edição anterior, onde foram fornecidos dezenove sinais.

#### Europa
No país sede, a France Télévisions fará a cobertura do evento, realizando as transmissões nos canais France 2 e France 3. Pelo Reino Unido, o Channel 4 adquiriu o evento junto com as Paralimpíadas de Tóquio. As transmissões oficiais no continente são de responsabilidade da Warner Bros Disocvery. e Eurosport.

#### América
No Brasil, a responsabilidade das transmissões pertencem ao Grupo Globo. Assim como ocorre desde 2004, o SporTV realiza as transmissões da maioria dos eventos pela televisão por assinatura e alguns em simultâneo no YouTube, disponibilizando também no Globoplay e nas operadoras dois sinais extras de transmissão ao vivo para as competições de atletismo e natação, com geração exclusiva da OBS, sem intervalos comerciais e narrações, com os serviços entrando no ar no começo das competições. Na TV aberta, a TV Globo exibiu apenas boletins de cinco minutos durante a programação em horários estratégicos (entre o Vale a Pena Ver de Novo e a novela No Rancho Fundo de segunda a sexta, entre o Caldeirão com Mion e No Racho Fundo aos sábados e antes das transmissões vespertinas do futebol aos domingos) e nos intervalos comerciais com duração de um minuto, além de um resumo diário nos telejornais e a transmissão da semifinal e final (em caso de avanço do Brasil) do Futebol de 5. Apesar de alguns portais terem anunciado as transmissões do evento pela CazéTV via YouTube, a LiveMode anunciou que não adquiriu os direitos de transmissão da competição para o projeto comandando pelo Casimiro, limitando-se apenas aos resumos diários.
Inicialmente, o canal das Paralimpíadas no YouTube estava bloqueado no Brasil, mas após críticas, a Globo liberou as transmissões de eventos que ela não fosse transmitir.
Pelo Canadá, a cobertura ficou sob responsabilidade da Canadian Broadcasting Corporation, que também adquiriu os direitos dos Jogos Paralímpicos de Inverno de 2026.

#### Ásia
A responsabilidade sobre as transmissões ficou a cargo da agência Dentsu.